# Edisons 2021
De Edison is een jaarlijkse muziekprijs voor geluidsdragers. Er worden Edisons uitgereikt in de categorieën pop, jazz en klassiek.

## Pop
De uitreiking van de Edisons 2021 vond plaats op zaterdag 27 maart 2021 in het tv-programma Matthijs Gaat Door van Matthijs van Nieuwkerk bij BNNVARA. Het was voor het eerst sinds 2010 dat de uitreiking weer op tv te zien was. De Edison is een van de oudste muziekprijzen in de wereld en de oudste muziekprijs in Nederland. Sinds 1960 wordt deze onderscheiding voor "geluidsdragers van bijzondere kwaliteit" uitgereikt.
Bijzonder aan deze uitreiking was dat de Edison voor Nieuwkomer niet is uitgereikt, terwijl de jury enkele weken daarvoor wel een winnaar (Bilal Wahib) had aangewezen. Echter, door wat de Edison Stichting "de recente gebeurtenissen" noemde, waarbij verwezen werd naar de ophef over een Instagram-filmpje van Bilal waarin hij een minderjarige uitdaagde zich deels te ontkleden, werd de Edison niet toegekend, ook niet aan een van de andere twee genomineerden.
DI-RECT en Eefje de Visser wonnen elk twee prijzen. De oeuvreprijs was voor The Opposities, de eerste rap/hiphop-groep die deze prijs ontving. Rob de Nijs won zijn zesde Edison, de eerste sinds 2011. Zijn allereerste Edison won hij al in 1964 in de categorie Tienermuziek. Ook DI-RECT heeft nu zes Edisons gewonnen.
De nominaties werden op 15 februari 2021 bekendgemaakt in diverse radio- en tv-programma's, waaronder 100% NL, RTL Boulevard, KINK, 3FM, Radio 538 en FunX. De jury bestond uit Wilbert Mutsaers (voorzitter), Daniel Dekker (NPO Radio 5/MAX), Fernando Halman (FunX), Hester Carvalho (NRC), Max van Bossé (Melkweg), Nils Brokerhof (Radio 538) en Sophie Keyzer (Qmusic).

### Winnaars en genomineerden
(Per categorie worden de drie genomineerden weergegeven. De winnaar wordt als eerste genoemd en staat in vet gedrukt.)
Song:
- DI-RECT - Soldier On
- Bilal Wahib - Tigers
- Racoon - Het is al laat toch

Album:
- Eefje de Visser - Bitterzoet
- Kevin - Animal Stories
- Typhoon - Lichthuis

Pop:
- Davina Michelle - My own world
- Snelle - (2020 single releases)
- Tabitha - Hallo met mij

Rock:
- DI-RECT - Wild Hearts
- Dinand - (2020 single releases)
- Jason Waterfalls - pillars

Hip Hop:
- Kevin - Animal Stories
- Boef - Allemaal een droom
- Lijpe - Dagboek

Dance:
- Lucas & Steve - Letters to Remember
- Martin Garrix - (2020 single releases)
- Tiësto - The London Sessions

Alternative:
- Eefje de Visser - Bitterzoet
- S10 - Vlinders
- Sevdaliza - Shabrang

Nieuwkomer (prijs niet uitgereikt)
- Bilal Wahib - Tigers
- Nana Adjoa - Big Dreaming Ants
- Yssi SB - Nooit gedacht

Hollands:
- Sophie Straat - 't Is niet mijn schuld
- André Hazes - Thuis
- Tino Martin - Voor iedereen

Nederlandstalig:
- Rob de Nijs - 't Is mooi geweest
- Miss Montreal - (2020 single releases)
- Emma Heesters - (2020 single releases)

Videoclip:
- Florian Joahn (regisseur)/Akwasi (artiest) - Extase
- Cas Lebbink (regisseur)/André Hazes (artiest) - Een doodgewone man
- Ruby Cruden (regisseur)/MEROL (artiest) - Knaldrang

## Jazz
De winnaars van Edison Jazz 2021 werden op zaterdag 2 oktober 2021 bekendgemaakt op NPO Radio 2. De jury bestond uit Andrew Makkinga, Angelique Houtveen, Annie van der Velde, Co de Kloet, Michelle Kuypers en Imme Schade van Westrum.  

### Winnaars en Genomineerden
(Per categorie worden de genomineerden weergegeven. De winnaar wordt als eerste genoemd en staat in vet gedrukt.)
Edison Jazzism Publieksprijs
- Margriet Sjoerdsma (ODELION) - Northern Lights
- Sanne Rambags - Sonna
- Eric Vloeimans’ Gatecrash - Party Animals
- The Eric Ineke JazzXpress feat. Tineke Postma - What Kinda Bird is This? The Music of Charlie Parker
- Yuri Honing Acoustic Quartet - Bluebeard
- The New Conrad Miller Trio - Con Alma
- Idema/Serierse Quartet - Motus
- Fay Claassen - Close To You
- Gaidaa - Overture
- Metropole Orkest & Ack van Rooyen - Then And Now (The Artistry of Ack & Jerry van Rooyen 1975-2020)

Nationaal
- Sun-Mi Hong Quintet - A Self-Strewn Portrait
- K.O. Brass - Keyo
- Tineke Postma - Freya

Internationaal
- Nubya Garcia - Source
- Ambrose Akinmusire - on the tender spot of every calloused moment
- Joshua Redman ft. Brad Mehldau, Christian McBride, Brian Blade - RoundAgain

Vocaal Nationaal
- Sanne Rambags - Sonna
- Yaşam Hancılar Band - Rush Hour
- Fay Claassen - Close To You

Vocaal Internationaal
- Kurt Elling & Danilo Pérez - Secrets Are the Best Stories
- Tom Misch & Yussef Dayes - What Kinda Music
- Gregory Porter - All Rise

World
- New Cool Collective ft. Tony Allen - Trippin’ Redux
- Rema - Compilation
- Dino Saluzzi - Albores

Soul, funk, r&b
- SAULT - Untitled (Black Is)

- Black Pumas - Black Pumas (Deluxe Edition)
- Lianne La Havas - Lianne La Havas

Het Document
- Metropole Orkest & Ack van Rooyen - Then and Now (The Artistry of Ack & Jerry van Rooyen 1975-2020)

- Ann Burton - Early Blue
- Various Artists - Blue Note Re:imagined

Oeuvreprijs
- Candy Dulfer

## Klassiek
De winnaars van Edison Klassiek 2021 werden op 23 december bekendgemaakt op NPO Radio 4.
De Edison Klassiek Oeuvreprijs werd eerder bekendgemaakt en op 5 december in Podium Witteman uitgereikt aan Han de Vries.
De jury van Edison Klassiek bestond uit Mischa Spel, Wim Vos, Robin de Bruijn, Masa Spaan, Joris Heynen, Mirjam Wijzenbeek en Peter van der Lint.

### Winnaars en Genomineerden
(Per categorie worden de genomineerden weergegeven. De winnaar wordt als eerste genoemd en staat in vet gedrukt.)
Het debuut
- Katharine Dain, Sam Armstrong - Regards sur l’Infini
- Théotime Langlois de Swarte & Thomas Dunford - The Mad Lover
- Catriona Morison, Malcolm Martinea - The dark night has vanished - Grieg/Brahms/e.a.

De solist instrumentaal
- Patricia Kopatchinskaja, Il Giardino Armonico, Giovanni Antonini - What’s Next Vivaldi?
- Daniil Trifonov, Mariinsky Orchestra, Valery Gergiev - Silver Age - Scriabin/Stravinsky/Prokofiev
- Augustin Hadelich, Symphonieorchester des Bayerischen Rundfunks, Jakub Hruša - Bohemian Tales - Dvořák/Suk/Janáček

De solist vocaal
- Lise Davidsen, London Philharmonic Orchestra, Sir Mark Elder - Beethoven-Wagner-Verdi
- Christiane Karg, Malcolm Martineau - Erinnerung - Gustav Mahler Lieder
- Georg Nigl, Olga Pashchenko - Vanitas - Beethoven/Schubert/Rihm

De opera
- Collegium 1704, Václav Luks - Rameau - Les Boréades
- Les Siècles o.l.v. François-Xavier Roth - Camille Saint-Saëns - Le Timbre d’argent
- Dutch National Opera, Amsterdam Sinfonietta, Geoffrey Paterson - Willem Jeths - Ritratto

Het koor
- Cappella Amsterdam o.l.v. Daniel Reuss - In Umbra Mortis
- Pygmalion o.l.v. Raphaël Pichon - Bach-Motets
- Latvian Radio Choir o.l.v. Sigvards Klava - Bruckner - Latin Motets

Kamermuziek
- Natalia Prishepenko & Dina Ugorskaja - Violin Sonatas - Prokofiev/Shostakovich
- Busch Trio - Schubert - Trio Opus 100, Sonatensatz & Notturno
- Quatuor Arod - Schubert - Death and the Maiden

Het orkest
- Sandrine Piau, Il Giardino Armonico, Giovanni Antonini - Haydn 2032: No. 9 L’Addio
- MusicAeterna o.l.v. Teodor Currentzis - Beethoven - Symphony No. 7 in A Major, Op. 92
- The Philadelphia Orchestra, Yannick Nézet-Séguin - Rachmaninoff - Symphony No. 1 & Symphonic Dances

Neoklassiek
- Wim Van Hasselt, Koen Plaetinck - Imaginary Mirror
- Tigran Mansurian, Kim Kashkashian, Movses Pogossian e.a. - Con anima
- Bertrand Chamayou - GoodNight!

Het document
- Südwestfunk-Orchester Baden-Baden, Hans Rosbaud - Hans Rosbaud conducts Mahler
- Christoph Prégardien, Michael Gees, Andreas Staier - Franz Schubert Song Cycles
- Sir John Barbirolli - The Complete Warner Recordings

De ontdekking
- Steuart Pincombe - the cello in my life

Oeuvrepijs
- Han de Vries

1960 · 1961 · 1962 · 1963 · 1964 · 1965 · 1966 · 1967 · 1968 · 1969 · 1970 · 1971 · 1972 · 1973 · 1974 · 1975 · 1976 · 1977 · 1978 · 1979 · 1980 · 1981 · 1982 · 1983 · 1984 · 1985 · 1986 · 1987 · 1988 · 1989 · 1990 · 1991 · 1992 · 1993 · 1994 · 1995 · 1996 · 1997 · 1998 · 1999 · 2000 · 2001 · 2002 · 2003 · 2004 · 2005 · 2006 · 2007 · 2008 · 2009 · 2010 · 2011 · 2012 · 2013 · 2014 · 2015 · 2016 · 2017 · 2018 · 2019 · 2020 · 2021 · 2022 · 2023 · 2024